# Alyxia defoliata
Alyxia defoliata är en oleanderväxtart som beskrevs av Markgraf. Alyxia defoliata ingår i släktet Alyxia och familjen oleanderväxter. Inga underarter finns listade i Catalogue of Life.